# عبد الله الزعبي
عبد الله فايز الزعبي (8 أكتوبر 1989- ) لاعب كرة قدم أردني يلعب في مركز حراسة المرمى مع نادي الرمثا ومنتخب الأردن الوطني .

## روابط خارجية
- عبد الله الزعبي على موقع ناشيونال فوتبول تيمز (الإنجليزية)
- عبد الله الزعبي على موقع كووورة
- اللاعب عبد الله الزعبي على موقع كووورة.